# Francis O’Neill
Francis O’Neill (* 28. August 1848 in Tralibane, County Cork; † 26. Januar 1936 in Chicago) war ein irisch-amerikanischer Polizeioffizier, Musiker und Herausgeber von mehreren Sammlungen traditioneller irischer Musik.

## Leben
O’Neill wurde am 28. August 1848 in Tralibane nahe Bantry in West Cork geboren. Als 16-Jähriger lief er von zuhause fort, erreichte Cork, erarbeitete sich eine Schiffspassage nach Sunderland in Nordengland und gelangte schließlich nach mehreren Jahren nach San Francisco. Er arbeitete als Schäfer, Lehrer und Eisenbahnangestellter in verschiedenen Teilen der USA, bis er Chicago erreichte, wo er 1873 in die Polizei eintrat. Seine Karriere beim Chicago Police Department beendete er 1905 als Chief Superintendent.
O’Neill lernte früh, Flöte zu spielen. Als 14-Jähriger war er ein anerkannter Spieler, allerdings war er nie in der Lage, Musik aufzuschreiben. Diese Aufgabe übernahm schließlich ein Kollege bei der Polizei in Chicago, Sergeant James O’Neill. Zusammen brachten die beiden die vielen Melodien zu Papier, die Francis O’Neill in seiner Jugend von seinen Eltern und irischen Musikern wie Peter Hagarty, Cormac Murphy und Timothy Dowling gelernt hatte.
Die beiden sammelten auch Melodien von irischen Einwanderern in Chicago, und als Chief verschaffte O’Neill vielen irischen Musikern eine Anstellung bei der Polizei, darunter Patrick O’Mahony, Bernard Delaney, Patsy Touhey, John McFadden und James Early. 1903 veröffentlichte er die gesammelten Stücke als The Music of Ireland. Diese Sammlung enthielt 1850 Melodien: 625 Airs, 75 Stücke von Carolan, 50 Märsche und 1100 Tanzstücke (Reels, Jigs, Hornpipes und andere). Es folgten weitere Sammlungen und Bücher über irische Musik und irische Musiker.

## Werke
- O’Neill's Music of Ireland (1903), 1850 Melodien
- The Dance Music of Ireland (1907), 1001 Tanzstücke, überwiegend aus der ersten Sammlung
- Irish Folk Music:  A Fascinating Hobby (1910)
- Irish Minstrels and Musicians (1913)
- O’Neill's Irish Music, 400 tunes arranged for piano and violin (1915)
- Waifs and Strays of Gaelic Melody (1922), 365 Stücke